# بیدسهایم
بیدسهایم (به آلمانی: Biedesheim) یک شهر در آلمان است که در دنرسبرگکرایس واقع شده‌است. بیدسهایم ۶۶۸ نفر جمعیت دارد.